# ليشان
ليشان (بالصينية: 乐山市 )‏ هي مدينة على مستوى محافظة، في جمهورية الصين الشعبية، تتبع سيتشوان، تبلغ مساحتها 12,826 كيلومتر مربع، رمزها البريدي هو 614000.

## معرض صور

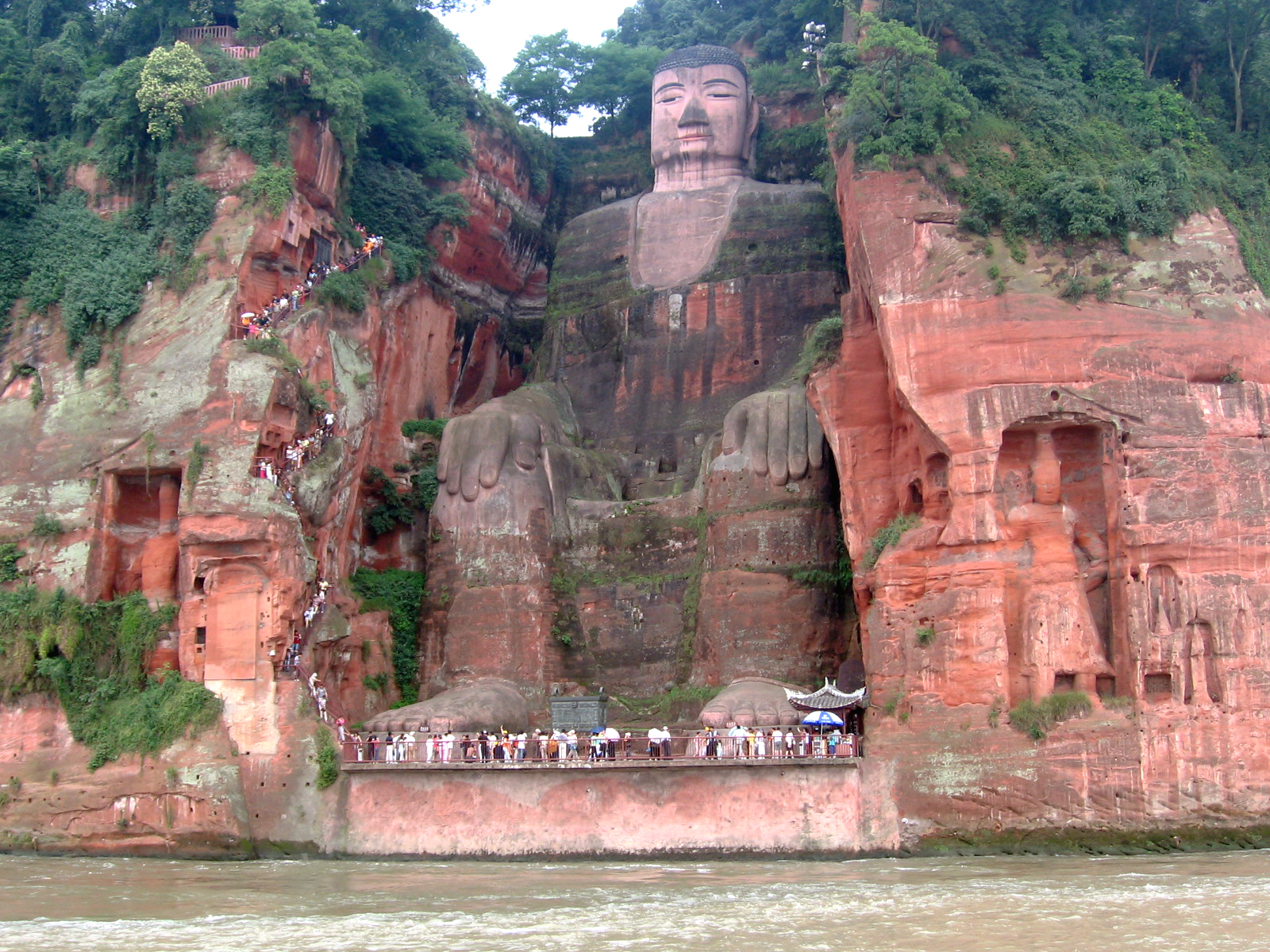
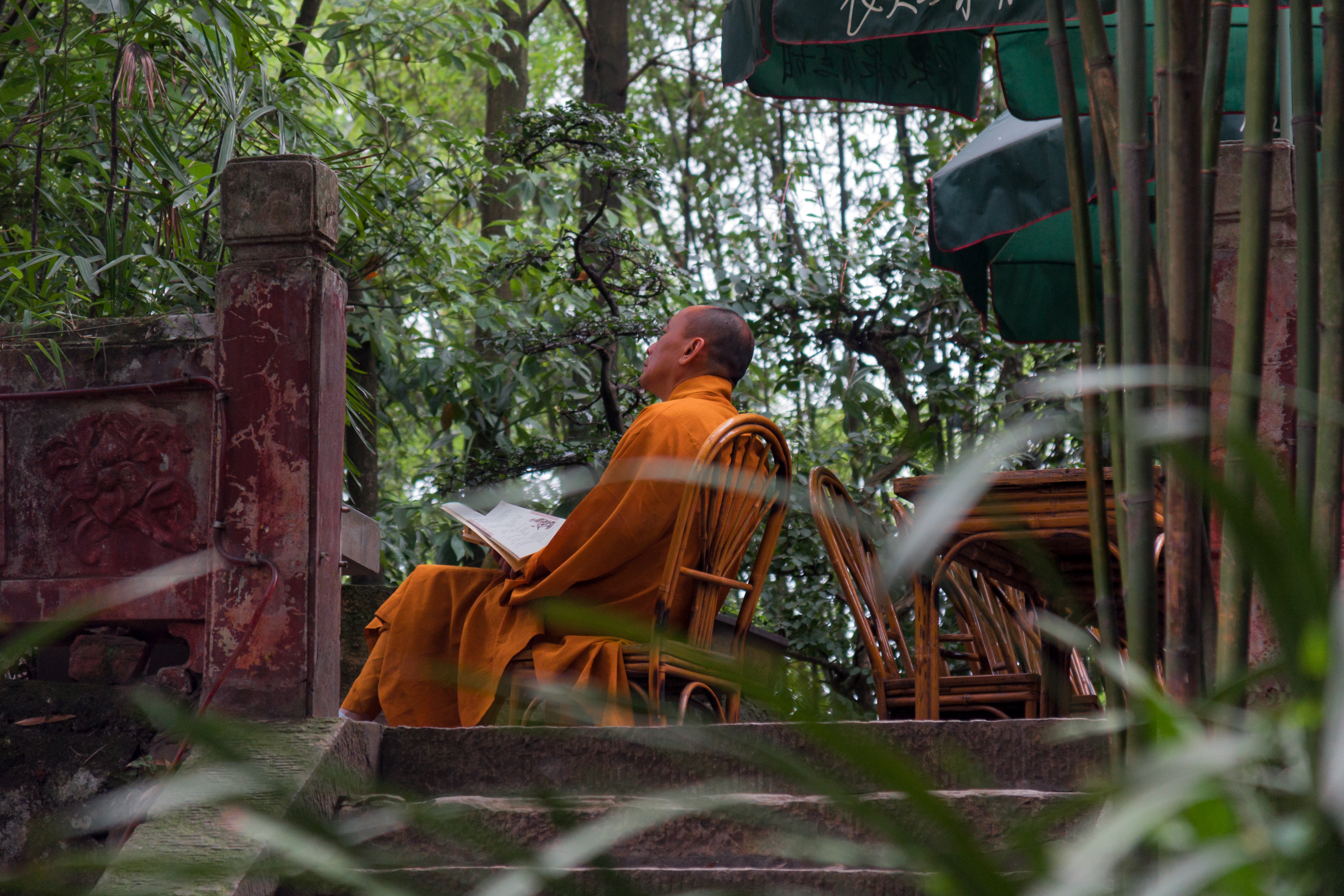
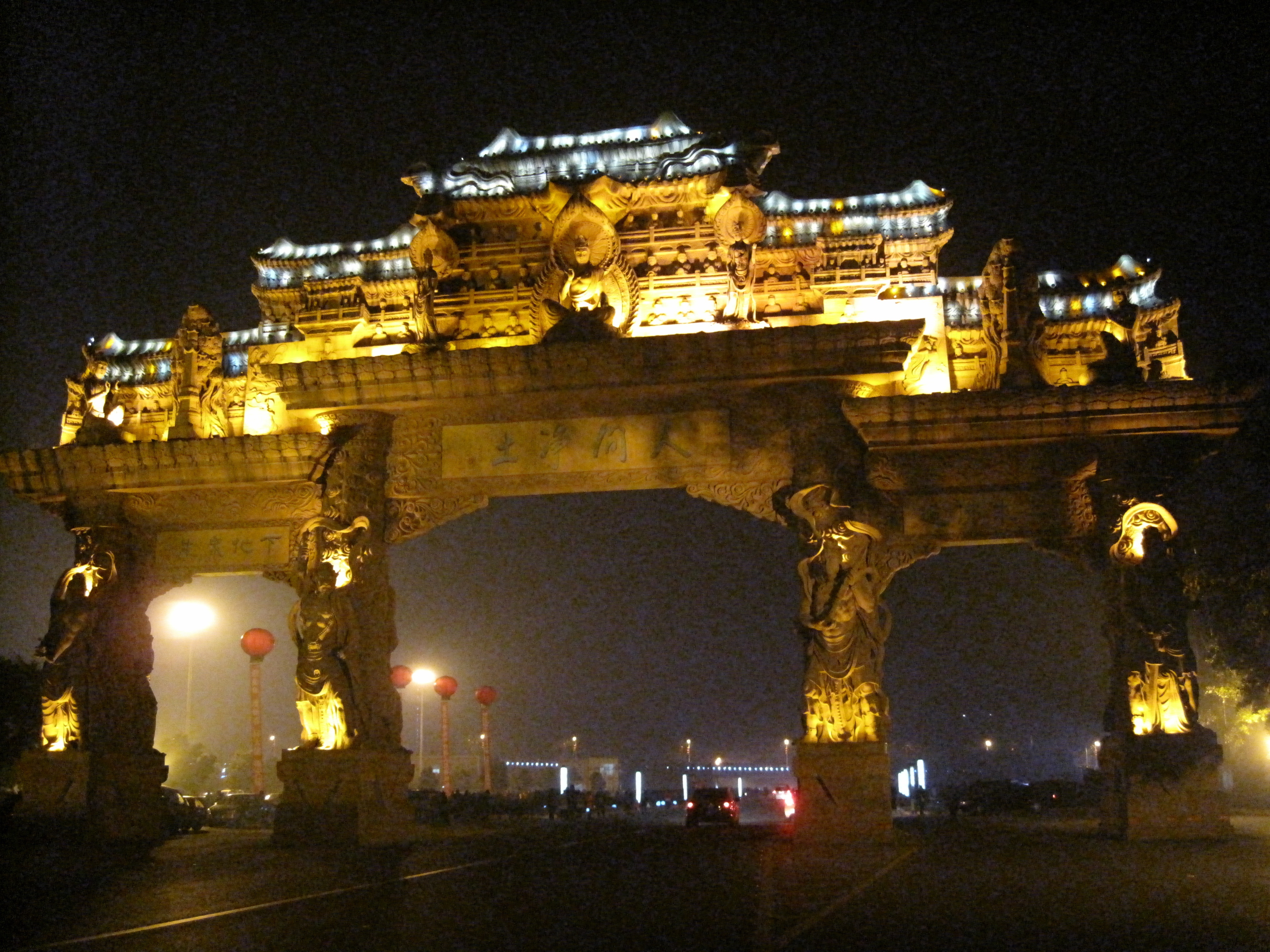
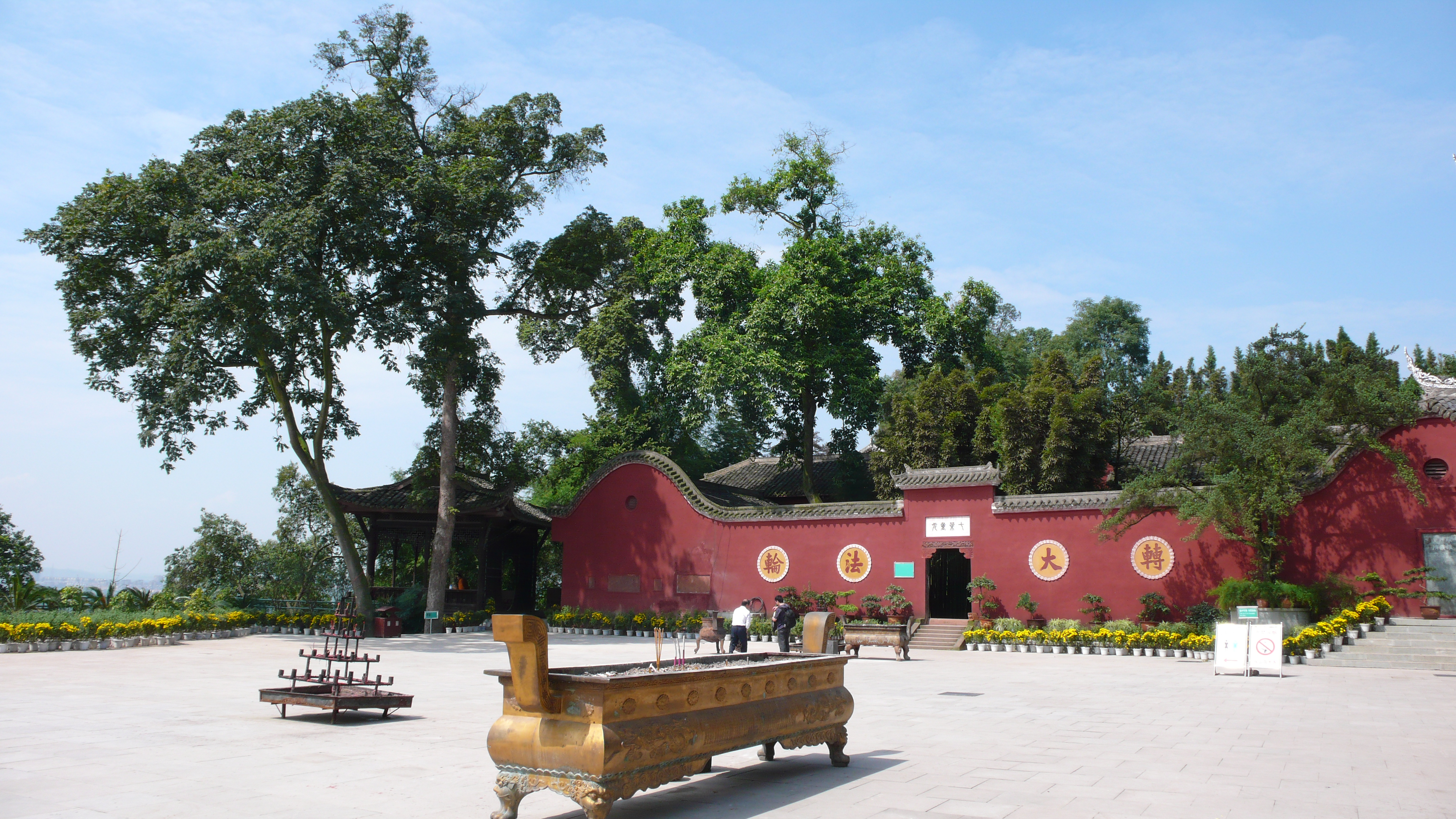
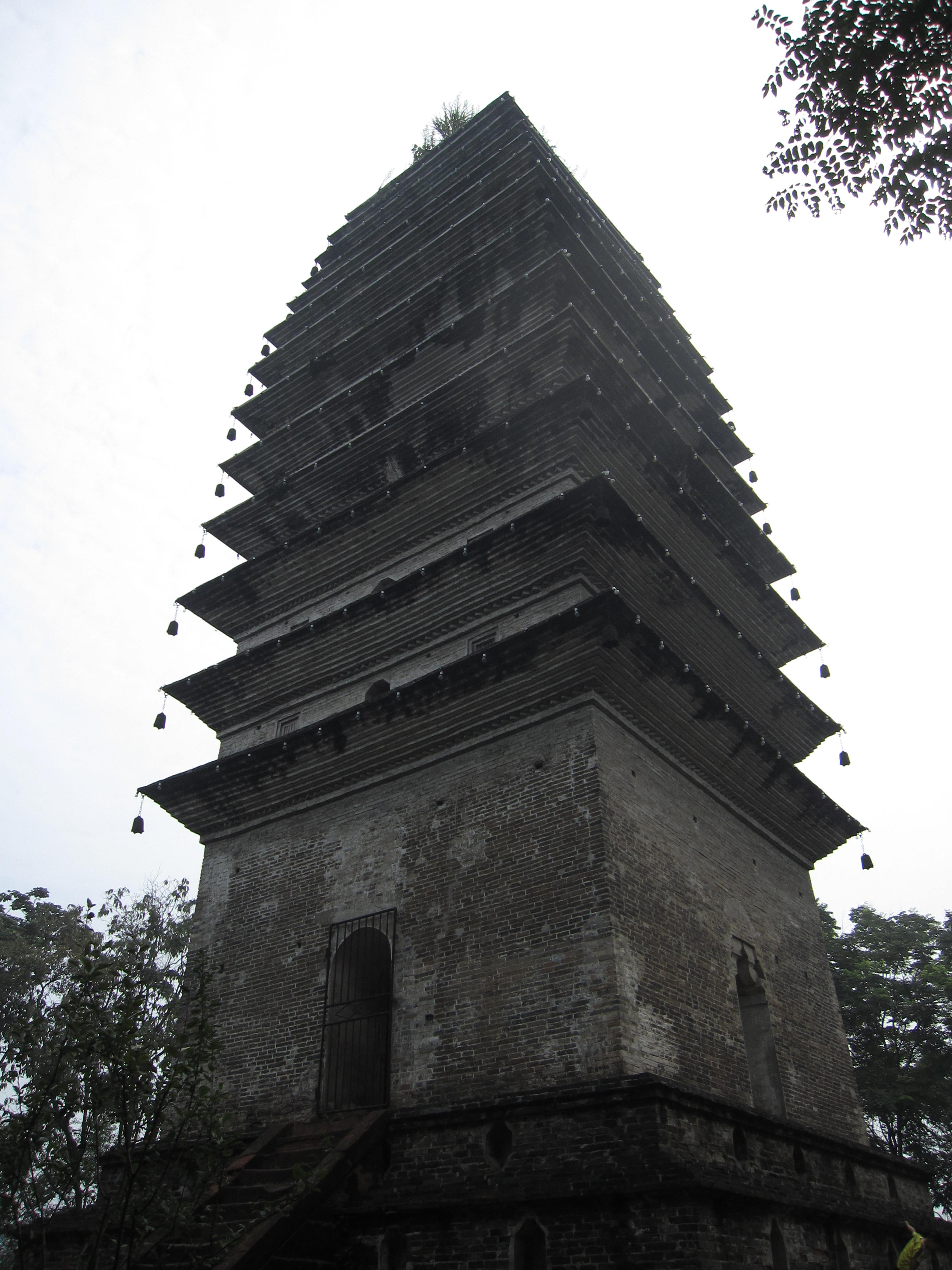

## مدن توأم
المدن التوأم:
- إيسي ليه مولينو.

## التقسيمات الإدارية
- Shizhong, Leshan [الإنجليزية]‏
- Shawan, Leshan [الإنجليزية]‏
- Wutongqiao, Leshan [الإنجليزية]‏
- Jinkouhe, Leshan [الإنجليزية]‏
- Qianwei County [الإنجليزية]‏
- Jingyan County [الإنجليزية]‏
- Jiajiang County [الإنجليزية]‏
- Muchuan County [الإنجليزية]‏
- مقاطعة إبيان يي ذاتية الحكم
- Mabian Yi Autonomous County [الإنجليزية]‏
- إيمايشان.

## أعلام
- جوو موروو